# Caulonia
Caulonia (en grec: Καυλωνία, Kaulonia) és un comune (municipi) de la Ciutat metropolitana de Reggio de Calàbria, a la regió italiana de Calàbria, situat a uns 60 km al sud-oest de Catanzaro i a uns 120 km al nord-est de Reggio de Calàbria, a la vall del Stilaro. A 1 de gener de 2019 la seva població era de 7.119 habitants.
Originalment era coneguda amb el nom de Castelvetere, però el 1862 els seus habitants van decidir canviar el nom de la ciutat pel de l'antiga ciutat de Caulònia. Creien que aquesta ciutat s'havia situat al seu territori, però finalment es va demostrar que l'antiga Caulònia es trobava a prop de la moderna Monasterace, uns 16 km al nord-est.
Caulonia limita amb els municipis següents: Nardodipace, Pazzano, Placanica, Roccella Ionica i Stignano.